# Когтя
Когтя — небольшая река в Пермском крае России, протекает в западной части Гайнского района. Является левым притоком реки Чёрная. Длина реки составляет 5 км.

## Гидрография
Берёт начало в болотистой местности, на высоте ≈194 м над уровнем моря, примерно в 9 км западнее посёлка Чернореченский. От истока течёт 3 км на северо-запад, затем сворачивает на юг. Впадает в Чёрную, на высоте 173 м над уровнем моря, в 117 км от устья.